# Thoresway
Thoresway är en ort och civil parish i Storbritannien.   Den ligger i grevskapet Lincolnshire och riksdelen England, i den sydöstra delen av landet, 220 km norr om huvudstaden London. Thoresway ligger 76 meter över havet och antalet invånare är 101.
Terrängen runt Thoresway är huvudsakligen platt, men västerut är den kuperad. Runt Thoresway är det tätbefolkat, med 266 invånare per kvadratkilometer. Närmaste större samhälle är Grimsby, 16,3 km nordost om Thoresway. Trakten runt Thoresway består till största delen av jordbruksmark.